# Downward Dog
Downward Dog est une série télévisée américaine en huit épisodes de 22 minutes créée par Josh Berman et diffusée entre le 17 mai et le 27 juin 2017 sur le réseau ABC.
Cette série est inédite dans tous les pays francophones.

## Distribution

### Acteurs principaux
- Allison Tolman : Nan
- Lucas Neff : Jason
- Kirby Howell-Baptiste : Jenn
- Barry Rothbart (en) : Kevin
- Samm Hodges (voix off) : Martin, le chien

### Acteurs récurrents et invités
- Maria Bamford (en) (voix off) : Pepper, le chat du voisinage (épisodes 1 et 2, 6 et 7)
- Mo Collins : Kim (épisode 1)
- DaJuan Johnson : Tristen (épisode 1)
- Rachna Khatau : Gwen (épisode 1)
- Siovhan Christensen : Keira (épisodes 2, 3 et 7)
- Andrew Gorell : Paul (épisodes 2 et 3)
- Ayden Mayeri : Gwen (épisodes 3, 7 et 8)
- Christophe Parker : Dan (épisodes 3 et 4)
- Timothy Omundson : Eric (épisode 4)
- Louis Herthum : Wade (épisodes 6 et 8)
- Nichelle Nichols : Deejay Devine (épisode 6)
- Michelle Veintimilla (en) : Sam (épisode 7)

## Production

### Développement
Le projet de série basé sur la web série du même titre a débuté le 10 septembre 2015, pour le réseau ABC avec la commande un épisode pilote, pour la saison 2016/2017.
Le 12 mai 2016, le réseau ABC annonce officiellement après le visionnage du pilote, la commande du projet de série avec une commande initiale de treize épisodes, pour une diffusion lors de la saison 2016 / 2017.
Le 17 mai 2016, lors des Upfronts 2016, ABC annonce la diffusion de la série pour le premier semestre 2017.
Le 16 mars 2017, le lancement de la série est annoncé au 17 mai 2017.
Le 23 juin 2017, la série est officiellement annulée.

### Casting
L'annonce du casting a débuté le 5 novembre 2015, avec l'arrivée de Allison Tolman, en tête d'affiche. Le 20 novembre 2015, Lucas Neff et Barry Rothbart (en) rejoignent la série. Ensuite le 1er décembre 2015, Kirby Howell-Baptiste rejoint la distribution dans rôle de Jenn.

## Épisodes
1. Pilot
2. Boundaries
3. Loyalty
4. The Full Package
5. Trashed
6. Old
7. Getting What You Always Wanted
8. Getting Lost